# Erik Jørgensen (bokser)
 Der er flere personer med dette navn, se Erik Jørgensen.
Erik Jørgensen (født 1944) var en dansk bokser i mellemvægts- og letsværvægt. 
Erik Jørgensen var 19 år, da han debuterede som professionel den 1. november 1963 mod tyskeren Eugen Musenbock, hvis væsentligste kvalitet var sine 8 foregående nederlag i træk. Musenbock overraskede ikke, og Erik Jørgensen vandt sin første kamp på point. 
I sin 4. match den 27. februar 1964 mødte Erik Jørgensen den talentfulde svensker Bo Högberg, der tilføjede Erik Jørgensen dennes første nederlag som professionel, da han slog Jørgensen ud i 2. omgang. Erik Jørgensen mødte den 3. december 1965 John Christensen i en kamp, der var annonceret som det danske mesterskab i letsværvægt, men Jørgensen tabte på point efter 8. omgange. 
Sidste kamp i karrieren fandt sted den 14. november 1968, da han mødte fransk-tuneseren Victor Emmanuello, der med 1 sejr i sine foregående 12 kampe burde være en overkommelig opgave. Erik Jørgensen tabte imidlertid på knockout i 3. omgang, og indstillede herefter karrieren. 
Erik Jørgensen opnåede som professionel 20 kampe, vandt de 10 (4 før tid), tabte 8 (4 før tid) og opnåede uafgjort 2 gange.